# Béard-Géovreissiat
Béard-Géovreissiat è un comune francese di 971 abitanti situato nel dipartimento dell'Ain della regione dell'Alvernia-Rodano-Alpi.
Si è chiamata Géovreissiat fino al 3 ottobre 2008

## Società

### Evoluzione demografica
Abitanti censiti